# Campionati europei di atletica leggera indoor 1988 - Getto del peso maschile
La gara del Getto del peso maschile si è tenuta il 5 marzo 1988 presso lo Sportcsarnok di Budapest.

## Risultati

### Finale
| Record mondiale       | Werner Günthör | 22,26 m | Magglingen | 8 febbraio 1987  |
| Record dei Campionati | Ulf Timmermann | 22,19 m | Liévin     | 21 febbraio 1987 |
| Capolista stagionale  | Randy Barnes   | 21,72 m | Dallas     | 6 febbraio 1987  |

Sabato 5 marzo 1988.
| Pos     | Atleta               | Nazionalità      | 1ª prova | 2ª prova | 3ª prova | 4ª prova | 5ª prova | 6ª prova | Risultato |
| ------- | -------------------- | ---------------- | -------- | -------- | -------- | -------- | -------- | -------- | --------- |
| Oro     | Remigius Machura     | Cecoslovacchia   | -        | -        | -        | -        | -        | -        | 21,42 m   |
| Argento | Karsten Stolz        | Germania Ovest   | -        | -        | -        | -        | -        | -        | 20,22 m   |
| Bronzo  | Georgi Todorov       | Bulgaria         | -        | -        | -        | -        | -        | -        | 19,98 m   |
| 4       | Klaus Bodenmüller    | Austria          | -        | -        | -        | -        | -        | -        | 19,70 m   |
| 5       | Karel Šula           | Cecoslovacchia   | -        | -        | -        | -        | -        | -        | 19,66 m   |
| 6       | Georg Andersen       | Norvegia         | -        | -        | -        | -        | -        | -        | 19,56 m   |
| 7       | Richard Navara       | Cecoslovacchia   | -        | -        | -        | -        | -        | -        | 19,32 m   |
| 8       | Dimitrios Koutsoukis | Grecia           | -        | -        | -        | -        | -        | -        | 19,25 m   |
| 9       | Radoslav Despotov    | Unione Sovietica | -        | -        | -        |          |          |          | 19,23 m   |
| 10      | Zsigmond Ladányi     | Ungheria         | -        | -        | -        |          |          |          | 19,17 m   |
| 11      | Lászlo Szabó         | Ungheria         | -        | -        | -        |          |          |          | 18,77 m   |

### Classifica finale
Sabato 5 marzo 1988
| Pos.    | Atleta               | Età | Nazione          | Misura  | Note                          |
| ------- | -------------------- | --- | ---------------- | ------- | ----------------------------- |
| Oro     | Remigius Machura     | 27  | Cecoslovacchia   | 21,42 m |                               |
| Argento | Karsten Stolz        | 23  | Germania Ovest   | 20,22 m |                               |
| Bronzo  | Georgi Todorov       | 27  | Bulgaria         | 19,98 m |                               |
| 4       | Klaus Bodenmüller    | 25  | Austria          | 19,70 m |                               |
| 5       | Karel Šula           | 28  | Cecoslovacchia   | 19,66 m |                               |
| 6       | Georg Andersen       | 25  | Norvegia         | 19,56 m | Miglior prestazione personale |
| 7       | Richard Navara       | 24  | Cecoslovacchia   | 19,32 m |                               |
| 8       | Dimitrios Koutsoukis | 25  | Grecia           | 19,25 m |                               |
| 9       | Radoslav Despotov    | 19  | Unione Sovietica | 19,23 m |                               |
| 10      | Zsigmond Ladányi     | 26  | Ungheria         | 19,17 m |                               |
| 11      | Lászlo Szabó         | 33  | Ungheria         | 18,77 m |                               |